# Bình Khương
Bình Khương là một xã thuộc huyện Bình Sơn, tỉnh Quảng Ngãi, Việt Nam.
Xã Bình Khương có diện tích 39,28 km², dân số năm 1999 là 4220 người, mật độ dân số đạt 107 người/km².